# Andrena armeniaca
Andrena armeniaca is een vliesvleugelig insect uit de familie Andrenidae. De wetenschappelijke naam van de soort is voor het eerst geldig gepubliceerd in 1940 door Popov.